# Hymenocaris
Hymenocaris is een uitgestorven geslacht van kreeftachtigen, dat leefde van het Cambrium tot het Ordovicium.

## Beschrijving
Deze 6 cm lange garnaal had een bijna ovale, niet scharnierende tweekleppige carapax, die de romp omsloot, maar er niet mee was vergroeid. De romp was samengesteld uit 8 segmenten, die ieder een stel afgeplatte aanhangsels droegen. Het achterlijf was samengesteld uit 7 segmenten en een drie paar stekels dragend staartsegment. Het middelste segment was het langst, het buitenste echter was zeer gevarieerd van formaat. Het geslacht leefde in ondiep zeewater.